# Scooby-Doo: Strachy i patałachy
Scooby-Doo: Strachy i patałachy (ang. Scooby-Doo! The Mystery Begins) – amerykański film przygodowo-familijno-komediowy w reżyserii Briana Levanta, którego premiera odbyła się 13 września 2009 roku. Film został wydany w Polsce na DVD 23 października 2009 roku. To pierwszy film „Scooby-Doo” w którym pomogło studio Cartoon Network.

## O filmie
Norville Rogers (znany lepiej jako Kudłaty), Fred Jones, Daphne Blake i Velma Dinkley są uczniami liceum w Coolsville, w stanie Ohio. Poznają się jednak nie na stołówce czy korytarzu, a w autobusie – wszak podróż do szkoły jest doskonałą okazją, aby lepiej zrozumieć towarzyszy niedoli. Kudłaty bardzo chce nawiązać znajomość z Velmą, jednak gdy ona, zamiast miłej pogawędki, rozpoczyna wykład na temat fizyki kwantowej, przerażony mnóstwem trudnych słów chłopak zajmuje miejsce obok Daphne. Niemniej, kiedy widok należącej do niego kanapki z masłem orzechowym, sardynkami i żelkami niemal doprowadza ją do mdłości, Daphne przesiada się do Velmy. Pewnego dnia Norville przyprowadza do szkoły przygarniętego wcześniej doga niemieckiego, zwanego Scoobym. Gdy pies występuje w obronie swojego pana, dochodzi do bójki ze szkolnym osiłkiem, w związku z czym Daphne, Velma i Fred interweniują. Kończy się to jednak karą wymierzoną całej czwórce przez wicedyrektora. Czas, który według pryncypała powinni przeznaczyć na przygotowanie projektu poprawy swojego zachowania, spędzają na poznawaniu się bliżej. Pozornie więcej ich dzieli niż łączy, gdyż Kudłaty to fajtłapa, Velma, zainteresowana głównie pracą naukową, żyje w zupełnie innym świecie niż Daphne – szkolna piękność, występująca w kole teatralnym, natomiast Fred jest gwiazdą szkolnej drużyny futbolowej. Okazuje się jednak, że wszyscy interesują się mrocznymi opowieściami o duchach i historiami detektywistycznymi. Bardzo szybko dostają okazję na rozwiązanie swojej pierwszej zagadki. Podczas karnego pobytu w bibliotece, zauważają dwa duchy, wynurzające się z książek. Nie dość tego, wkrótce pojawia się trzeci upiór. Na widok zjaw w szkole wybucha panika. O spowodowanie tego zamieszania niesłusznie obwinieni zostają członkowie przyszłej Tajemniczej Spółki, przez co wicedyrektor zawiesza ich w prawach ucznia. Aby wrócić do szkoły, muszą złapać duchy i udowodnić swoją niewinność... a to nie będzie proste.

## Obsada
- Frank Welker – Scooby-Doo
- Nick Palatas - Norville "Kudłaty" Rogers
- Kate Melton - Daphne Blake
- Robbie Amell - Frederick "Fred" Jones
- Hayley Kiyoko - Velma "Daisy" Dinkley
- Gary Chalk – Wicedyrektor Grimes
- Shawn Macdonald – Dyrektor Deedle
- C. Ernst Harth – Woźny
- Lorena Gale – Bibliotekarka

## Wersja polska
Dystrybucja na terenie Polski: Galapagos Films

Wersja polska: Dubbfilm Studio

Reżyseria: Dobrosława Bałazy

Dialogi: Witold Surowiak

Dźwięk:  Renata Gontarz

Montaż: Izabela Waśkiewicz

Kierownictwo produkcji: Romuald Cieślak

Wystąpili:
- Krzysztof Szczerbiński – Kudłaty
- Ryszard Olesiński – Scooby Doo
- Julia Kołakowska – Daphne
- Agnieszka Mrozińska – Velma
- Marcin Mroziński – Fred
- oraz:
- Waldemar Barwiński – Dyrektor
- Henryk Talar – Wicedyrektor
- Stefan Knothe – Pan Pupperman
- Anna Apostolakis – Bibliotekarka
- Paweł Szczesny – Woźny
- Andrzej Andrzejewski – Tłuścioch
- i inni
- Lektor: Piotr Borowiec